# Malherbologia

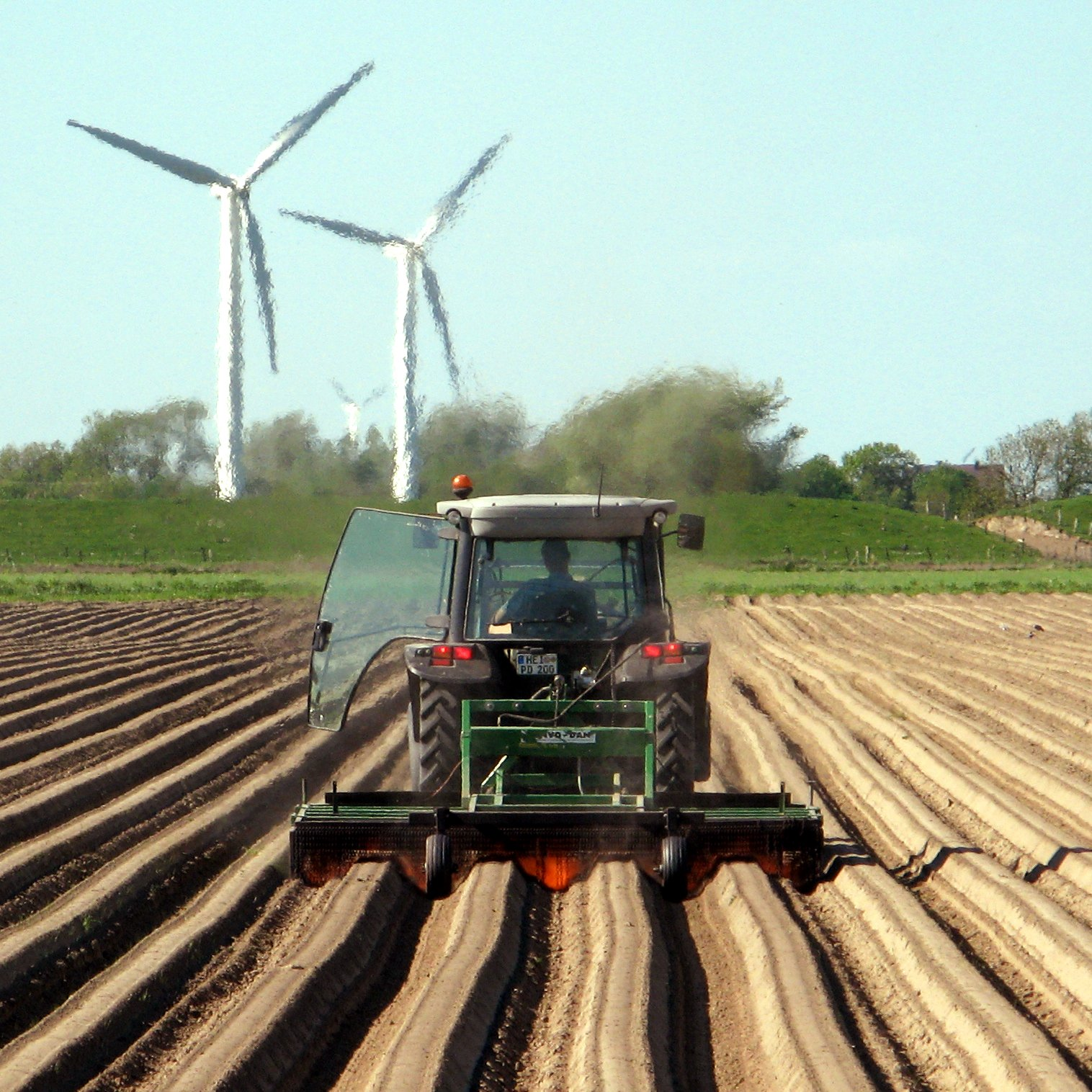
Control tèrmic de les herbes adventícies amb un cremador d'herbes a Dithmarschen, Slesvig-Holstein.

La malherbologia és la ciència dedicada a l'estudi i control de les males herbes o herbes adventícies. Com a ciència, junt l'entomologia agrícola i la fitopatologia, el seu objectiu és la protecció de conreus. La malherbologia està relacionada amb la química agrícola, toxicologia, botànica, agronomia, fisiologia vegetal, edafologia, mecànica agrícola i la fitotècnia.

## Història

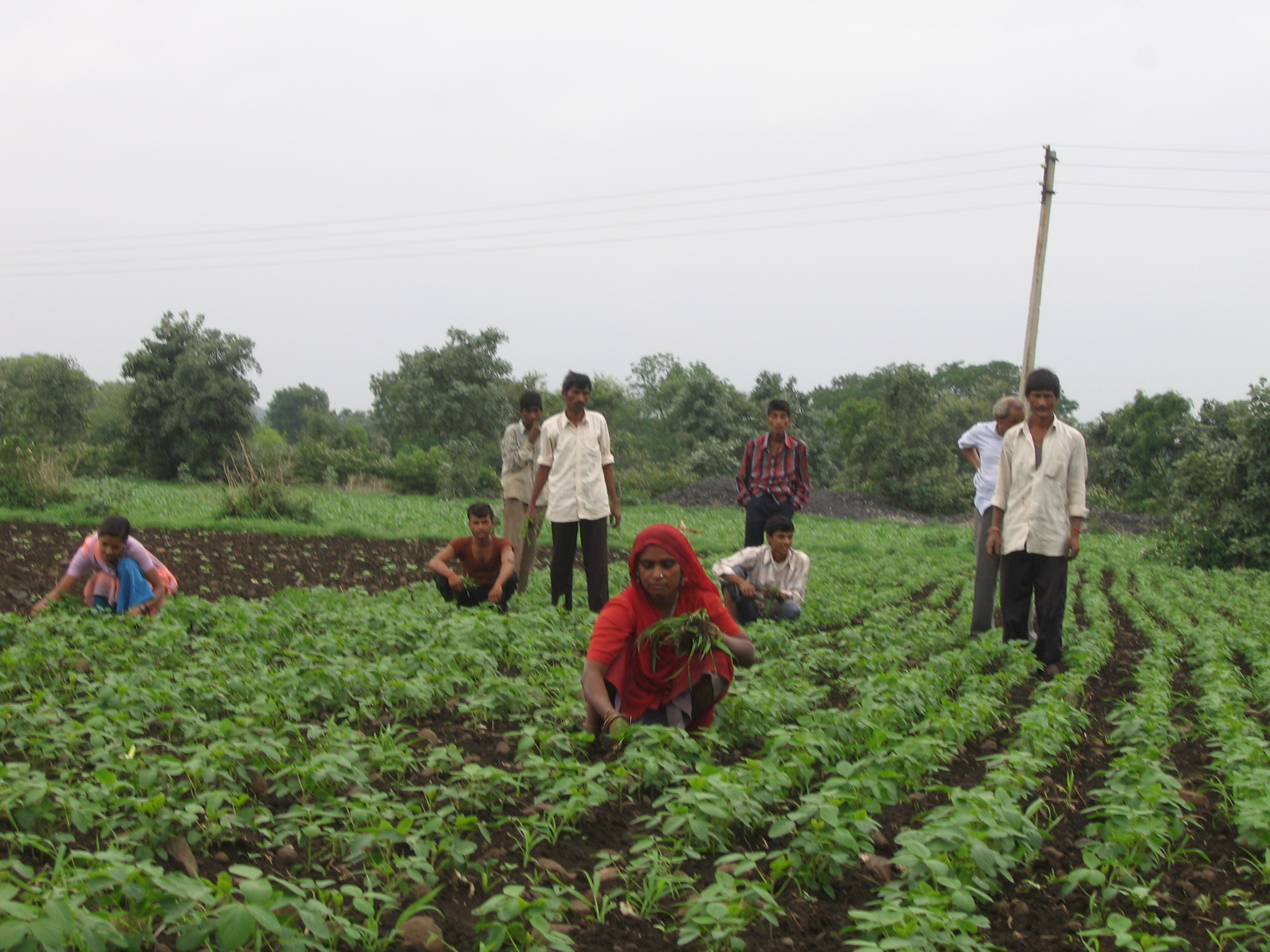
Forma tradicional: A l'Índia, com a molts altres llocs, el control de les males herbes es fa mitjançant la retirada manual, sobretot en explotacions mitjanes i petites.

La malherbologia, com a ciència, comença sobre la dècada de 1940, coincidint amb la invenció del 2,4 D, el primer herbicida orgànic sinteritzat.
Els mètodes de control tradicionals eren l'extracció manual i la crema dels camps. Actualment, però, es donen preferència als mètodes mecanitzats i químics. Aquest darrer mètode inclou l'ús d'herbicides.
A causa de la manca de control en la venda i l'ús, en moltes ocasions els herbicides s'apliquen en excés o d'una manera massa indiscriminada o irresponsable. Un dels reptes de la malherbologia actualment és promoure un ús eficient dels herbicides, amb consideració vers l'ecologia vegetal de la zona i les formes tradicionals de protecció de cultius.
El 1951, als Estats Units, apareix la primera revista sobre males herbes, i en 1950 es crea la primera associació americana.
No gaire després es varen crear a Colòmbia l'associació Colombiana de Malherbologia i la Societat Llatinoamericana de Malherbologia. La Societat Europea de Malherbologia es va fundar a al Regne Unit el 1975.
A Espanya hi ha la Societat Espanyola de Malherbologia (SEMh).